# Carlos Mortensen
Juan Carlos „El Matador“ Mortensen (* 13. April 1972 in Ambato, Ecuador) ist ein professioneller spanischer Pokerspieler.
Mortensen hat sich mit Poker bei Live-Turnieren mehr als 12 Millionen US-Dollar erspielt und ist damit der dritterfolgreichste spanische Pokerspieler. Mortensen gewann 2001 die Poker-Weltmeisterschaft und 2003 ein weiteres Bracelet  der World Series of Poker. Zudem ist er dreifacher Titelträger der World Poker Tour, seit 2016 Mitglied der Poker Hall of Fame und wurde 2019 als einer der 50 besten Spieler der Pokergeschichte genannt.

## Persönliches
Mortensen wurde als Sohn eines Dänen und einer Spanierin in Ecuador geboren und lebte dort bis 1987, als seine Familie nach Spanien zog. Er war von Januar 1990 bis 2006 mit Cecilia Reyes, einer ebenfalls professionellen Pokerspielerin, verheiratet.

## Pokerkarriere

### Werdegang
Mortensen zog in den späten 1990er Jahren von Spanien in die Vereinigten Staaten, um professionell Poker zu spielen. Im Juli 2001 gelang ihm sein erster großer Sieg mit dem Gewinn des Main Events der World Series of Poker im Binion’s Horseshoe in Las Vegas. Er erhielt dafür 1,5 Millionen US-Dollar Preisgeld sowie ein Bracelet. Bei der WSOP 2003 setzte sich Mortensen bei einem Turnier der Variante Limit Hold’em durch und sicherte sich sein zweites Bracelet sowie rund 250.000 US-Dollar. 2004 gewann er seinen ersten Titel beim Main Event der World Poker Tour (WPT). Mortensen sicherte sich dabei die nordamerikanische Pokermeisterschaft und eine Siegprämie von einer Million US-Dollar. 2007 gewann er den WPT-Saisonabschluss im Hotel Bellagio am Las Vegas Strip und erhielt den Hauptpreis in Höhe von knapp 4 Millionen US-Dollar. Im März 2010 gewann Mortensen die Hollywood Poker Open in Lawrenceburg, Indiana, und damit seinen dritten WPT-Titel sowie knapp 400.000 US-Dollar. Ende Februar 2011 saß er am Finaltisch des WPT-Main-Events in Los Angeles und wurde Dritter, was mit rund 640.000 US-Dollar bezahlt wurde. Beim Main Event der WSOP 2013 verfehlte Mortensen mit seinem zehnten Platz nur knapp den Finaltisch und erhielt ein Preisgeld von über 570.000 US-Dollar. Im Oktober 2016 wurde der Spanier in die Poker Hall of Fame aufgenommen. Seine bis dato letzten Live-Geldplatzierungen erzielte er im Juli 2017 am Las Vegas Strip. Im Rahmen der 50. Austragung der World Series of Poker wurde er im Juni 2019 als einer der 50 besten Spieler der Pokergeschichte genannt.

### Preisgeldübersicht
Mit erspielten Preisgeldern von über 12 Millionen US-Dollar ist Mortensen nach Adrián Mateos und Sergio Aido der dritterfolgreichste spanische Pokerspieler.
| Jahr   | Preisgeld (in $) | Turniersiege |
| ------ | ---------------- | ------------ |
| 1999   | 1.161            | 0            |
| 2000   | 42.156           | 0            |
| 2001   | 1.661.272        | 3            |
| 2002   | 144.606          | 2            |
| 2003   | 372.166          | 1            |
| 2004   | 1.252.772        | 3            |
| 2005   | 275.817          | 5            |
| 2006   | 624.976          | 3            |
| 2007   | 4.110.318        | 1            |
| 2008   | 117.138          | 0            |
| 2009   | 251.369          | 1            |
| 2010   | 1.077.741        | 4            |
| 2011   | 850.708          | 1            |
| 2012   | 29.235           | 0            |
| 2013   | 660.814          | 0            |
| 2014   | 33.331           | 0            |
| 2015   | 419.111          | 1            |
| 2016   | 84.258           | 0            |
| 2017   | 98.807           | 0            |
| gesamt | 12.107.756       | 25           |

### Braceletübersicht
Mortensen kam bei der WSOP 39-mal ins Geld und gewann zwei Bracelets:
| Jahr | Buy-in (in $) | Turnier                                          | Teilnehmer | Preisgeld (in $) |
| ---- | ------------- | ------------------------------------------------ | ---------- | ---------------- |
| 2001 | 10.000        | No Limit Hold’em Main Event – World Championship | 613        | 1.500.000        |
| 2003 | 05.000        | Limit Hold’em                                    | 143        | 0.251.680        |